# Villarceaujevi krožnici
Villarceaujevi króžnici [vilarsójevi ~] sta dve krožnici, ki nastaneta takrat, ko se torus pod določenim kotom prereže skozi središče. Skozi poljubno točko na torusu lahko tako nastanejo štiri krožnice. Prva je v ravnini, ki je vzporedna ekvatorialni ravnini torusa. Druga ravnina je pravokotna nanjo. Drugi dve sta Villarceaujevi krožnici.   
Krožnici se imenujeta po francoskem astronomu, matematiku in inženirju Yvonu Villarceauju (1813 – 1883).

## Zgled
Za zgled naj bo torus dan z implicitno enačbo kot množica točk na krožnicah s polmerom 3 okrog točk na krožnici s polmerom 5 v ravnini xy:
{\displaystyle 0=(x^{2}+y^{2}+z^{2}+16)^{2}-100(x^{2}+y^{2})\,\!.}
Rezanje z ravnino z = 0 tvori dve istosrediščni krožnici
x2 + y2 = 22 in x2 + y2 = 82.
Rezanje z ravnino x = 0 pa tvori dve krožnici, ki ležita druga ob drugi
(y − 5)2 + z2 = 32 in (y + 5)2 + z2 = 32.
Dve Villarceaujevi krožnici nastaneta z rezanjem z ravnino 3x = 4z. Ena izmed njih ima središče v točki (0, +3,0), druga pa v (0, -3,0). Obe pa imata polmer enak 5. Napišeta se lahko v parametrični obliki kot:
{\displaystyle (x,y,z)=(4\cos \vartheta ,+3+5\sin \vartheta ,3\cos \vartheta )\,\!}
in
{\displaystyle (x,y,z)=(4\cos \vartheta ,-3+5\sin \vartheta ,3\cos \vartheta )\,\!.}
Ravnina rezanja je tako izbrana, da je ta tangentna na torus in poteka skozi njegovo središče. V tem primeru sta tangenti v točkah (16⁄5, 0, 12⁄5) in pri (−16⁄5, 0, −12⁄5). Kot rezanja je določen z velikostjo torusa. Z vrtenjem ravnine okrog navpične osi, se dobijo vse možnosti za dani torus.